# Bernardo de Brito
Bernardo de Brito (Almeida, 1569 – 1617) è stato uno storico portoghese.
Studiò a Roma; ritornato in patria, nel 1585 si fece monaco cistercense, nel 1606 divenne cronista dell'Ordine Cistercense e nel 1614 cronista ufficiale del regno. Fu autore di varie opere, tra le quali spicca una monumentale Monarquia lusitana (1609) non terminata e completata da António Brandão.